# جین شیانگلان
جین شیانگلان (انگلیسی: Jin Xianglan؛ زادهٔ ۲۶ دسامبر ۱۹۷۲) جودوکار زن اهل چین بود. وی در بازی‌های المپیک تابستانی ۱۹۹۲ شرکت کرده‌است.